# Martin Redlicki
Martin Redlicki (ur. 24 sierpnia 1995 w Hawthorn Woods) – amerykański tenisista, zwycięzca wielkoszlemowego US Open w grze podwójnej chłopców w 2013 roku.
Najwyżej sklasyfikowany w rankingu ATP World Tour w singlu był na 381. miejscu (29 kwietnia 2019), zaś w deblu na 224. miejscu (23 września 2019).

## Kariera tenisowa

### Kariera juniorska
W 2013 roku osiągnął finał rywalizacji w grze podwójnej w wielkoszlemowym US Open. W meczu o mistrzostwo razem z Kamilem Majchrzakiem pokonali debel Quentin Halys–Frederico Ferreira Silva wynikiem 6:3, 6:4.

### Statystyki

#### Historia występów w juniorskim Wielkim Szlemie w singlu
| Turniej         | 2011 | 2012 | 2013 |
| --------------- | ---- | ---- | ---- |
| Australian Open | A    | A    | 1R   |
| French Open     | A    | A    | 1Q   |
| Wimbledon       | A    | A    | 2Q   |
| US Open         | 1Q   | 2R   | 3R   |

#### Historia występów w juniorskim Wielkim Szlemie w deblu
| Turniej         | 2012 | 2013 |
| --------------- | ---- | ---- |
| Australian Open | A    | 1R   |
| French Open     | A    | 2R   |
| Wimbledon       | A    | 2R   |
| US Open         | 1R   | W    |

#### Finały juniorskich turniejów wielkoszlemowych

##### Gra podwójna (1–0)
| Legenda               |
| Australian Open (0–0) |
| French Open (0–0)     |
| Wimbledon (0–0)       |
| US Open (1–0)         |

| Wygrane według nawierzchni |
| Twarda (1–0)               |
| Ceglana (0–0)              |
| Trawiasta (0–0)            |
| Dywanowa (0–0)             |

| Końcowy wynik | Rok  | Turniej | Nawierzchnia | Partner         | Przeciwnicy                            | Wynik finału |
| Zwycięzca     | 2013 | US Open | Twarda       | Kamil Majchrzak | Quentin Halys Frederico Ferreira Silva | 6:3, 6:4     |